# Сен-Жермен-де-Конфолан
Сен-Жерме́н-де-Конфола́н (фр. Saint-Germain-de-Confolens) — коммуна во Франции, находится в регионе Пуату — Шаранта. Департамент — Шаранта. Входит в состав кантона Конфолан-Сюд. Округ коммуны — Конфолан.
Код INSEE коммуны — 16322.
Коммуна расположена приблизительно в 340 км к югу от Парижа, в 65 км юго-восточнее Пуатье, в 65 км к северо-востоку от Ангулема.

## Население
Население коммуны на 2008 год составляло 96 человек.
| 1962 | 1968 | 1975 | 1982 | 1990 | 1999 | 2008 |
| ---- | ---- | ---- | ---- | ---- | ---- | ---- |
| 258  | 240  | 165  | 128  | 109  | 98   | 96   |

## Администрация
| Период | Период | Фамилия      | Партия       | Примечания         |
| ------ | ------ | ------------ | ------------ | ------------------ |
| 1995   | 2008   | Ролан Плас   | беспартийный | владелец ресторана |
| 2008   | 2014   | Ивон Дениель | беспартийный | пенсионер          |

## Экономика
В 2007 году среди 60 человек в трудоспособном возрасте (15—64 лет) 29 были экономически активными, 31 — неактивными (показатель активности — 48,3 %, в 1999 году было 66,1 %). Из 29 активных работали 27 человек (13 мужчин и 14 женщин), безработных было 2 (1 мужчина и 1 женщина). Среди 31 неактивных 3 человека были учениками или студентами, 18 — пенсионерами, 10 были неактивными по другим причинам.

## Достопримечательности
- Приходская церковь Сен-Венсан (XII век). Исторический памятник с 1973 года[3]
- Руины замка Сен-Жермен-де-Конфолан[фр.] (XII век). Исторический памятник с 1925 года[4]
- Средневековый мост через реку Вьенна, соединяющий Сен-Жермен и деревню Сент-Радегонд в коммуне Лессак
- Дольмен Сент-Маделен[фр.]

## Фотогалерея

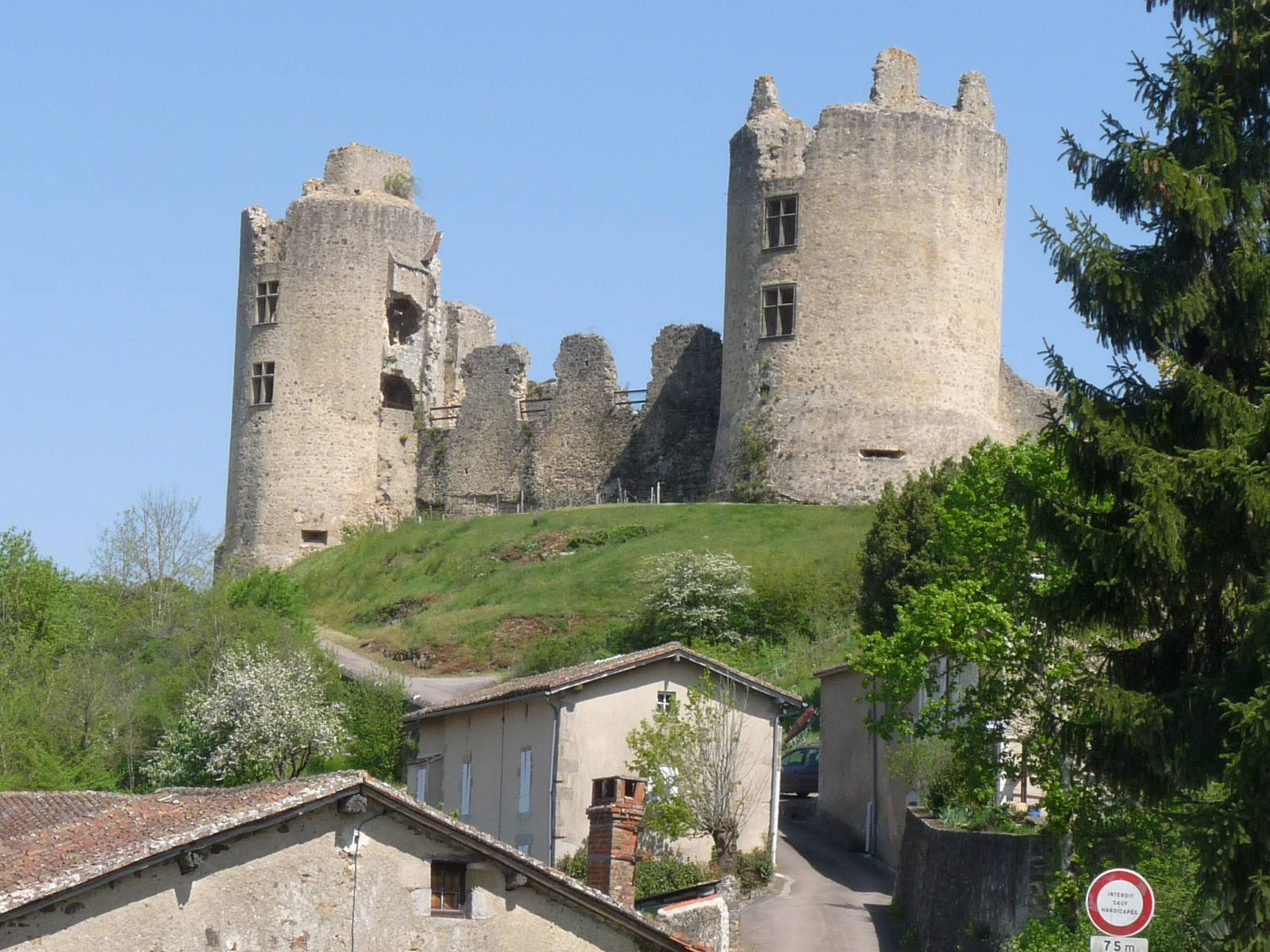
Руины замка Сен-Жермен-де-Конфолан
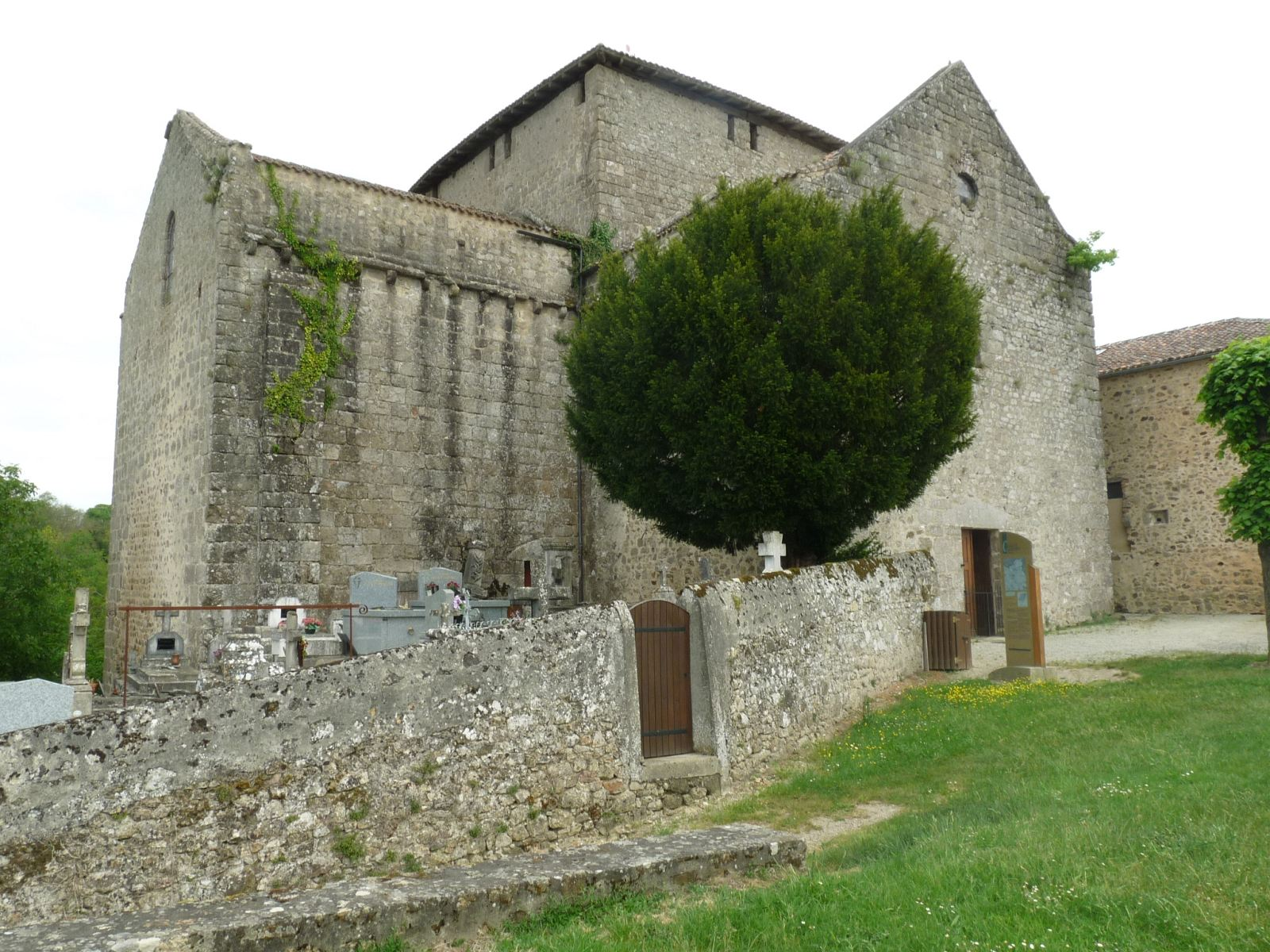
Церковь Сен-Венсан
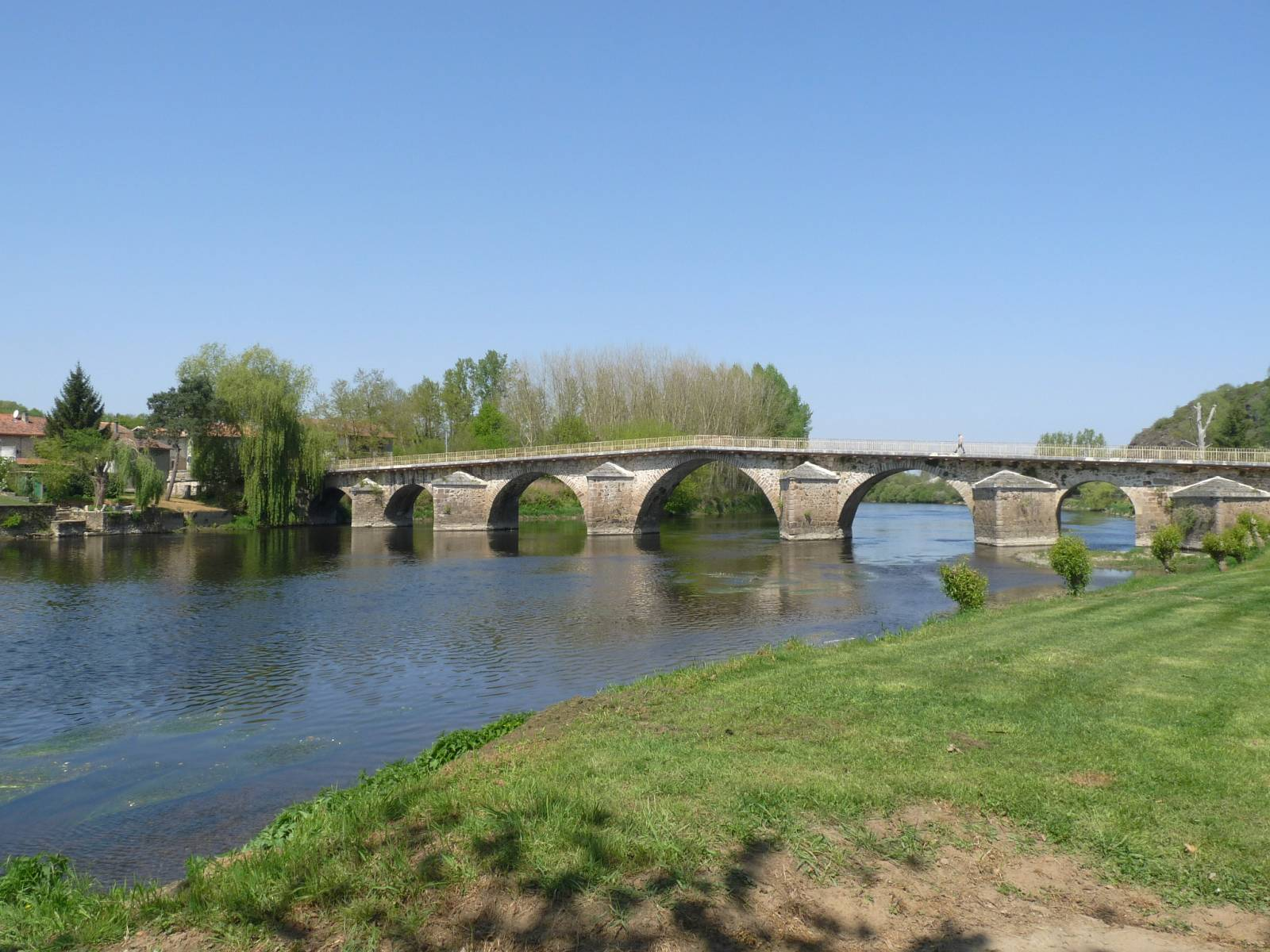
Мост через реку Вьенна